# 大桑駅 (栃木県)
大桑駅（おおくわえき）は、栃木県日光市大桑町にある東武鉄道鬼怒川線の駅である。駅番号はTN 52。

## 歴史
- 1919年（大正6年）1月2日 - 下野軌道の駅として開業。
- 1921年（大正10年）6月6日 - 下野軌道が下野電気鉄道に改称、下野電気軌道の駅となる。
- 1943年（昭和18年）5月1日 - 東武鉄道が下野電気鉄道を買収。東武鉄道の駅となる。
- 1973年（昭和48年）9月1日 - 駅無人化（簡易委託開始）。
- 2017年（平成29年）
  - 4月21日 - 特急「リバティきぬ」「リバティ会津」が停車開始[1]。
  - 10月27日 - ホームが「東武鉄道大桑駅プラットホーム」として国の登録有形文化財（建造物）に登録される。
- 2022年（令和4年）3月12日 - 特急「リバティきぬ」「リバティ会津」の停車取りやめ[2]。
- 2024年（令和6年）時期不明　簡易委託を解除

## 駅構造

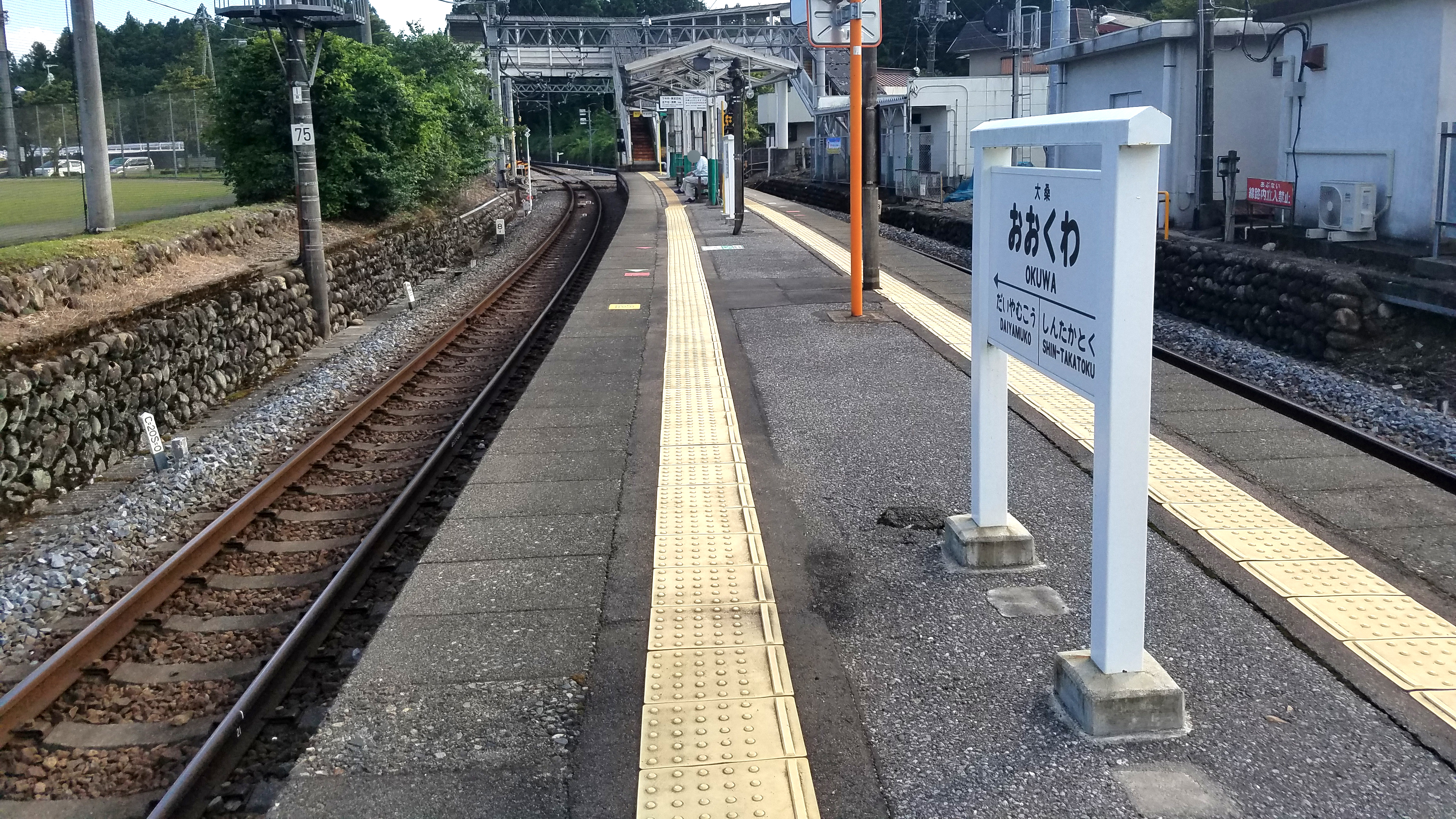
ホーム（2021年8月）

島式ホーム1面2線を有する地上駅。駅舎は線路の西側にあり、ホームとを連絡する跨線橋が設置されている。駅員無配置駅。ホームは玉石積盛土式の特徴ある外観を有し、鬼怒川線の近代化を今に伝える構造物であることから「東武鉄道大桑駅プラットホーム」として国の登録有形文化財（建造物）に登録されている。

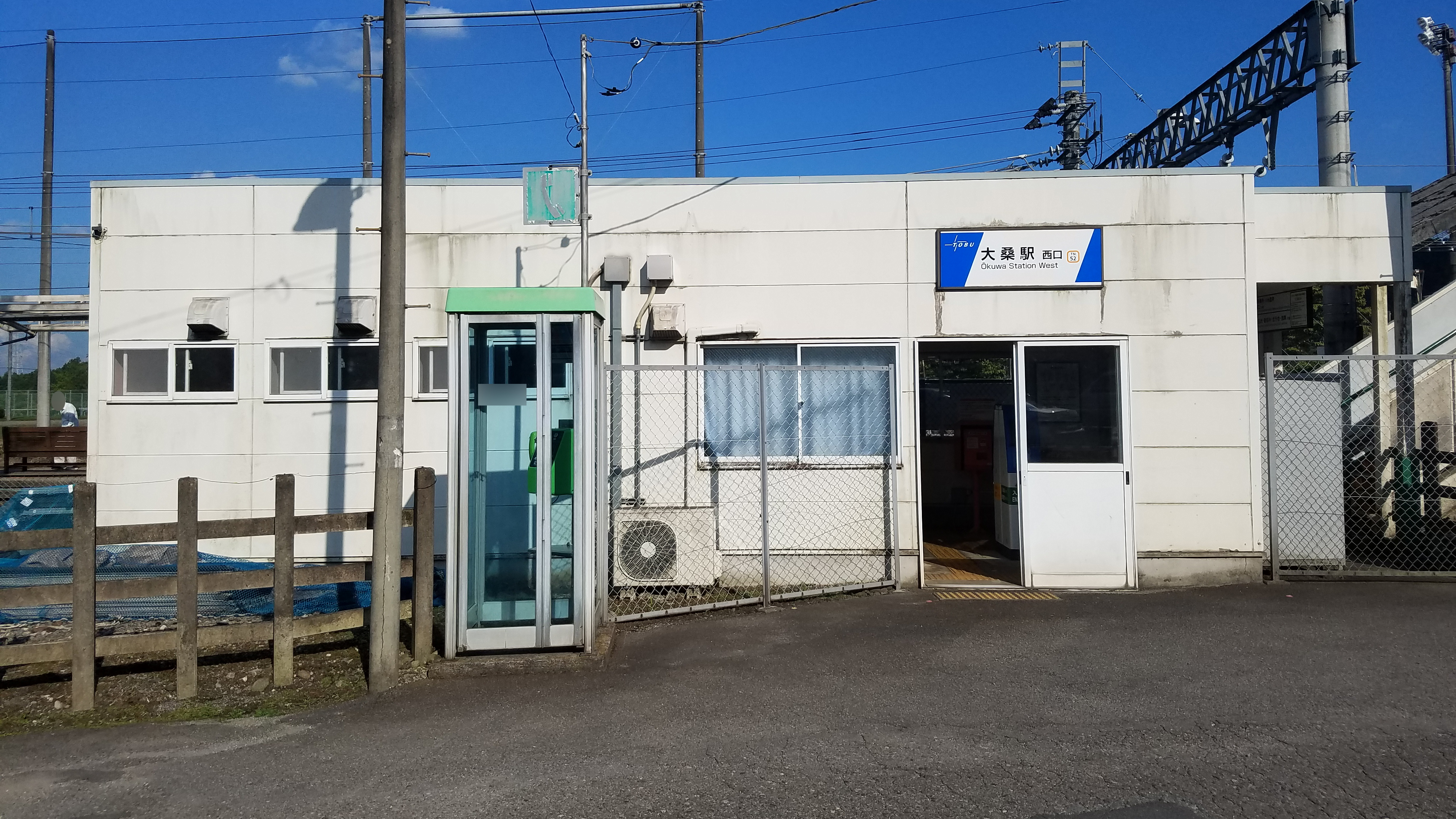
リニューアル前の駅舎(2021年8月)

### のりば
| 番線 | 路線     | 方向 | 行先                                                                              |
| ---- | -------- | ---- | --------------------------------------------------------------------------------- |
| 1    | 鬼怒川線 | 下り | 鬼怒川温泉・■野岩鉄道線 会津高原尾瀬口・ ■会津鉄道線 会津田島方面                 |
| 2    | 鬼怒川線 | 上り | 下今市・ 東武スカイツリーライン 春日部・北千住・ とうきょうスカイツリー・浅草方面 |

- 上記の路線名は旅客案内上の名称（「東武スカイツリーライン」は愛称）で表記している。

## 利用状況
2024年度の1日平均乗降人員は137人である。
近年の1日平均乗降人員の推移は以下の通り｡
| 年度               | 1日平均 乗降人員 | 出典       |
| ------------------ | ---------------- | ---------- |
| 2015年（平成27年） | 184              |            |
| 2016年（平成28年） | 198              |            |
| 2017年（平成29年） | 197              |            |
| 2018年（平成30年） | 174              |            |
| 2019年（令和元年） | 170              |            |
| 2020年（令和02年） | 148              |            |
| 2021年（令和03年） | 140              | [ 東武 3 ] |
| 2022年（令和04年） | 125              | [ 東武 4 ] |
| 2023年（令和05年） | 134              | [ 東武 5 ] |
| 2024年（令和06年） | 137              | [ 東武 1 ] |

## 駅周辺
- 日光市役所豊岡支所
- 日光市豊岡公民館
- 日光市豊岡運動公園
- 日光市立大桑小学校
- 大桑郵便局
- 並木寄進碑
- 国道121号
- 日光交通「大桑駅入口」停留所 - 鬼怒川線

## 隣の駅
東武鉄道
 鬼怒川線
大谷向駅 (TN 51) - 大桑駅 (TN 52) - 新高徳駅 (TN 53)